# Regus

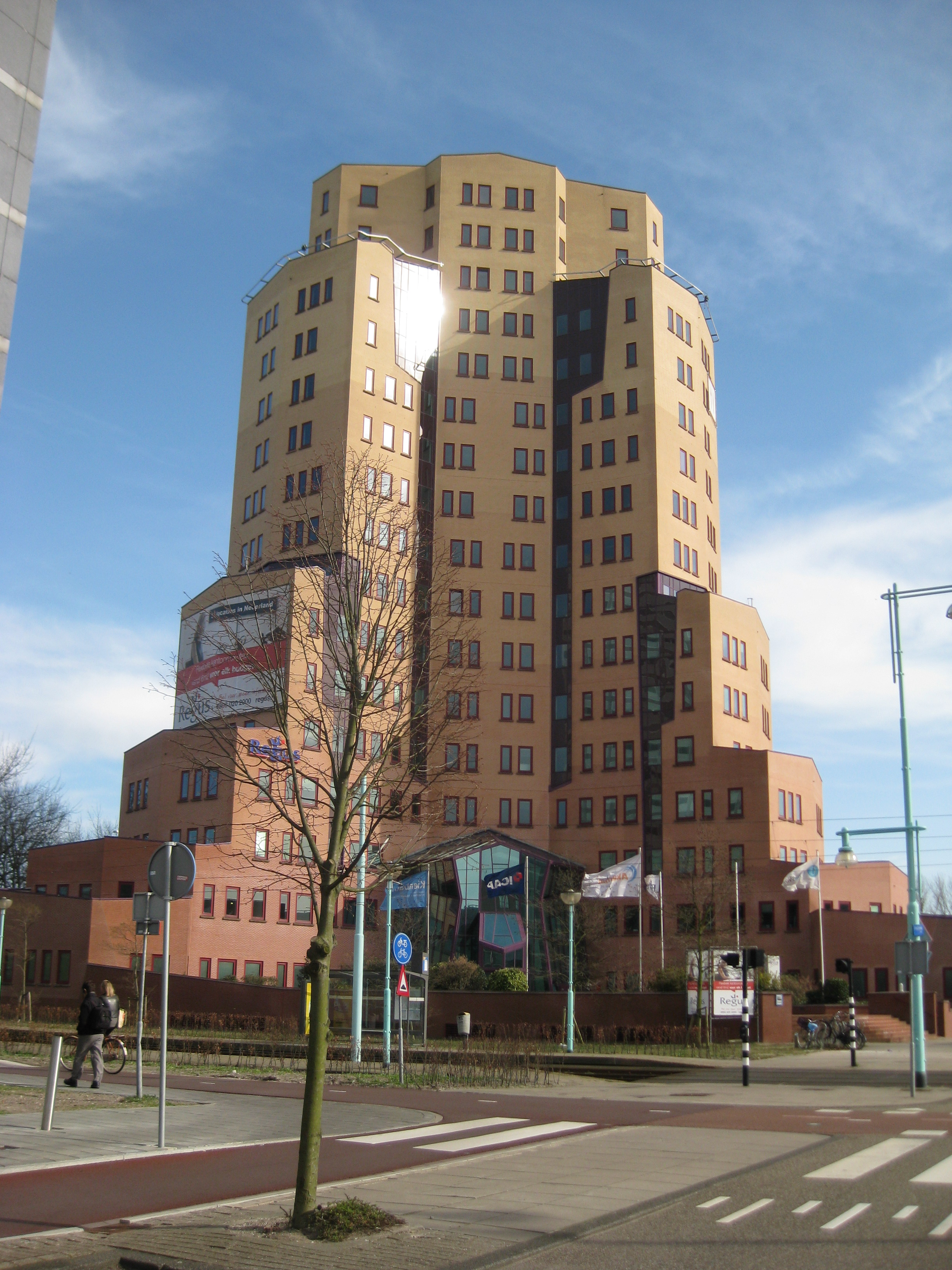
Regus Sloterdijk Teleport Tower in Amsterdam-Sloterdijk

Regus plc is een multinationale onderneming op het gebied van kantoorverhuur. Het bedrijf opereert wereldwijd en heeft hoofdkantoren in de stad Luxemburg en in Saint Helier (Jersey).

## Werkzaamheden
Regus verhuurt onder zijn eigen naam, en onder andere merknamen, ingerichte kantoren, virtuele kantoren en vergaderruimten. Het bedrijf richt zich op kleine ondernemingen, kleinere lokale afdelingen van grote bedrijven, en op zakenreizigers. Regus bezit 3000 business centers in 900 steden in 120 landen (stand 2017). In de Benelux telt Regus enkele tientallen business centers.

## Geschiedenis
De Britse ondernemer Mark Dixon kwam op het idee Regus op te richten tijdens een zakenreis in Brussel. Hij constateerde dat veel zakenmensen gedwongen waren om vanuit hotels te werken bij gebrek aan een meer professionele optie, en concludeerde dat er een behoefte was aan volledig uitgeruste werkplekken die ondernemingen op een flexibele manier zouden kunnen gebruiken.
De omzet van de Regus-groep bedroeg in 2016 meer dan 2 miljard Britse pond. De onderneming was tot in 2016 genoteerd aan de London Stock Exchange. Met het opzetten van een nieuwe holdingmaatschappij, IWG plc, zijn de aandelen Regus eind 2016 omgezet in aandelen IWG, en is IWG nu de moedermaatschappij van Regus.